# Maria Dolores Martínez Rodríguez
María Dolores Martínez Rodríguez (9 de setembre de 1872, la Granja de Rocamora, Alacant - ?). primera valenciana a llicenciar-se en Farmàcia i una de les primeres de l’Estat espanyol. També fou la primera a obrir la seva pròpia farmàcia.

## Carrera acadèmica i professional
Va cursar l’ensenyament secundari a l’Institut Provincial d’Alacant, entre els anys 1883 i 1887. Un cop obtingut el títol, va prosseguir la seva formació a la Facultat de Ciències de la Universitat de València el 1888-1889, on va fer el Curs preparatori. Però no li era permès, per la seva condició de dona, tenir-hi matrícula oficial i presencial, i havia de procurar-se classes privades. 
En una instància al Rector sol·licitava: «La que suscribe desea matricular-se con carácter oficial… pues su condición de hija de viuda no la consiente hacer los grandes gastos que supone la enseñanza privada, cuando con tanta economía puede seguir los cursos oficiales y participar al mismo tiempo de las ventajas que reportan al alumno las explicaciones orales y el material científico de los centros sostenidos por el Estado». En la seva resposta, el Rector hi accedia, sempre que «si la interesada concurriese a las clases [sic], respondan los profesores respectivos de que no ha de alterarse el orden de las mismas [sic]». 
Val a dir que aquest compromís dels professors s'hagué de mantenir fins a 1910 a les universitats espanyoles, moment en què va decaure, per tal com l’ordre de les classes no s’havia alterat, i s'autoritzava expressament l'accés de les dones a la universitat.
Maria Dolores Martínez continuà els estudis de Farmàcia a la Universitat Central de Madrid, de 1889 a 1993. En l’examen de grau, al juny de 1893, obtingué una qualificació d’Excel·lent i tingué la llicenciatura el 25 d’octubre de 1893.
Noves dificultats hagué de salvar per ingresssar al Col·legi de Farmacèutics d’Alacant. Al cap de sis anys d'haver obtingut la licenciatura, sol·licità la inscripció com a col·legiada, que s’havia fet obligatòria a partir de 1898. El president del Col·legi va haver d’escriure al director general d’Instrucció Pública, demanant confirmació sobre la legitimitat del títol aportat per Maria Dolores Martínez ―del qual devia dubtar―,  i també al ministre de la Governació. Fetes les comprovacions, Maria Dolores Martínez va poder ingressar en el Col·legi de Farmacèutics de la provincia d’Alacant, on amb el temps arribaria a ser-ne nomenada vocal.
Va regentar la seva farmàcia, primer a Catral i després a Almoradí fins a la jubilació.